# Julian Mertens
Julian Mertens (Turnhout, 6 ottobre 1997) è un ex ciclista su strada belga, è stato professionista dal 2020 al 2024.

## Palmarès
- 2015 (Juniores)

2ª tappa, 2ª semitappa Keizer der Juniores (Koksijde > Koksijde)
- 2019 (Lotto Soudal U23, una vittoria)

Gran Premio Colli Rovescalesi

### Altri successi
- 2015 (Juniores)

2ª tappa, 1ª semitappa Aubel-Thimister-La Gleize (Thimister, cronosquadre)

## Piazzamenti

### Classiche monumento
- Giro delle Fiandre

2022: 58º
2023: 64º
- Liegi-Bastogne-Liegi

2020: ritirato
2021: 128º
2022: ritirato
2023: 34º

### Competizioni europee
- Campionati europei

Zlín 2018 - In linea Under-23: 37º